# Lophocampa philina
Lophocampa philina är en fjärilsart som beskrevs av William Schaus 1933. Lophocampa philina ingår i släktet Lophocampa och familjen björnspinnare. Inga underarter finns listade i Catalogue of Life.